# 58 Андромеды
58 Андромеды (лат. 58 Andromedae, HD 13041) — одиночная звезда в созвездии Андромеды на расстоянии приблизительно 186 световых лет (около 57 парсеков) от Солнца. Видимая звёздная величина звезды — +4,804m. Возраст звезды определён как около 425 млн лет.

## Характеристики
58 Андромеды — белая звезда спектрального класса A4V или A5IV-V. Масса — около 2 солнечных, радиус — около 1,9 солнечного, светимость — около 35,55 солнечных. Эффективная температура — около 8875 K.